# چندابتلایی
در پزشکی چندابتلایی(به انگلیسی: Comorbidity) یکی از دو مورد زیر است:
- حضور یک یا چند بیماری روانی علاوه بر بیماری یا اختلال اولیه؛
- اثر اینگونه اختلال‌ها یا بیماری‌های افزوده.

برای اشاره به حضور همایندی‌های اختلال روانی و ناتوانی رشدی، بیشتر از گزارهٔ تشخیص دوگانه استفاده می‌شود.